# Stanislas Lyonnet (jésuite)
Ne doit pas être confondu avec le généticien Stanislas Lyonnet.
Stanislas Lyonnet, né le 23 août 1902 à Saint-Étienne (France), et décédé le 8 juin 1986 à Rome, est un prêtre jésuite français, bibliste, théologien et écrivain français. Il passa la plus grande partie de sa carrière à l'Institut biblique de Rome.

## Biographie
Lyonnet entre à la Compagnie de Jésus le 16 octobre 1919. En 1933, il présente une thèse intitulée Le parfait en arménien classique, et reçoit son diplôme de l’École pratique des hautes études (Paris). Le 24 aout 1934 il est ordonné prêtre. En 1938 Lyonnet est chargé d'enseignement sur l'Écriture sainte au théologat de Lyon-Fourvière. En 1943 il est chargé d'enseignement à l'Institut biblique pontifical où il soutient sa thèse sur Les origines de la version arménienne de la Bible et le Diatessaron. 
En 1962 le père Lyonnet (avec son confrère Maximilien Zerwick) est suspendu de son enseignement à l’Institut biblique par le ‘Saint Office’ (comme la Congrégation pour la doctrine de la Foi était alors appelée).  On lui reproche son interprétation de l’Annonciation et surtout d’un passage de la lettre de saint Paul aux Romains sur le péché originel, qui sont considérés comme ‘contraires à la doctrine de la foi catholique’.   Le concile Vatican II venait d’ouvrir ses portes et c’étaient là les derniers soubresauts du ‘Saint-Office’ du cardinal Ottaviani. Dès 1964, le pape nouvellement élu, Paul VI, rétablit Lyonnet dans ses droits d’enseignant. Le même pape le nomma consulteur de la ‘Congrégation pour la doctrine de la foi ‘ (1972-1982) et membre de la ‘Commission biblique pontificale’ (1972-1977).  
Après quarante ans d'enseignement de l'Écriture sainte, accompagné de directions de thèses, à l'Institut biblique pontifical- surtout les lettres de saint Paul et la théologie paulinienne - le père Stanislas Lyonnet accède à l'éméritat en 1983.

## Écrits
- Les origines de la version arménienne et le Diatessaron, 1950.
- De peccato et Redemptione, 1957.
- Initiation à la doctrine spirituelle de Saint Paul; des Méditations sur le texte des Épîtres, 1963.
- La vie selon L’Esprit, condition du chrétien, 1965.
- Les Étapes de l'histoire du salut selon l'Épître aux Romains, 1969.
- Sin, redemption and sacrifice, 1970.
- Le Message de l’Épître aux Romains, 1971.
- L'ancienne et la nouvelle alliance, 1988.
- Études sur l’Epître aux Romains, Institut Biblique, 1989.